# سجلات أرثدال: سيف آرامون
سجلات أرثدال: سيف آرامون (بالكورية: 아라문의 검) هو مسلسل تلفزيوني كوري جنوبي، من بطولة جانغ دونغ جون، ولي جون جي، وشين سي كيونغ، وكيم أوك فين. إنه تكملة لسجلات ارثدال 2019. عرض على قناة تي في ان في 9 سبتمبر 2023. وهو متاح على ديزني+ بمناطق مختارة.

## ملخص
تقع احداث الموسم الثاني في العالم بعد حوالي ثماني سنوات من تولي تاغون العرش. تتوجه مملكة أرثدال بقيادة تاجون وتتحالف مع إيون سوم، قبل الحرب العظيمة التي لا مفر منها والتي ستخاطر بمصير مملكة آرثدال.

## طاقم
- جانغ دونغ غون في دور تا غون[6]
- لي جون جي في دور إيون سيوم / سايا[6]
- شين سي كيونغ في دور تانيا[6]
- كيم أوك فين في دوردور تايإلها[6]

### داعم
- اوم مون سيوك في دور كارات[7]
- لي هاي اون في دور ايب سانج-ايون[8]
- جو ميونغ في دور ميرو-سول، هي أقرب مساعد لأون-سيوم والمحاربة الوحيدة في قوات الحلفاء، هي شخص يهتم بصدق بمستقبل شعب اوجو.[9]
- لي جونغ هوان" الشخص الذي يخطط لاقتحام "آسايون"، وهو الشخص الذي يحلم بهزيمة "تانيا".[10]
- لي تشاي كيونغ في دور دور هاي يو بي، المحاربة التي ترافق تايال ها (ملكة أسدال).[11]
- كوون دونغ هو دور بادورو، هو أفضل محارب من قبيلة كاران، على الرغم من أنه ليس من قبيلة آغو، إلا أنه كان مع إيون-سوم في الماضي، وهو قائد فيلق مشاة الحلفاء المتحالفة مع آغو.[12]
- يو مين جيو دور "لوت-تي.[13]
- ها سيونغ-ري في دور تشاي يون

### ظهور خاص
- سو هو[14]

## المشاهدات
| الموسم | الموسم | رقم الحلقة | رقم الحلقة | رقم الحلقة | رقم الحلقة | رقم الحلقة | رقم الحلقة | رقم الحلقة | رقم الحلقة | رقم الحلقة | رقم الحلقة | رقم الحلقة | رقم الحلقة | المتوسط |
| الموسم | الموسم | 1          | 2          | 3          | 4          | 5          | 6          | 7          | 8          | 9          | 10         | 11         | 12         | المتوسط |
| ------ | ------ | ---------- | ---------- | ---------- | ---------- | ---------- | ---------- | ---------- | ---------- | ---------- | ---------- | ---------- | ---------- | ------- |
|        | 1      | 1212       | 1046       | 1084       | 1122       | 790        | 488        | 842        | 744        | 717        | 980        | 615        | 1110       | 896     |

| الحلقات | تاريخ البث     | تقييمات "نيلسن كوريا" | تقييمات "نيلسن كوريا" |
| الحلقات | تاريخ البث     | على الصعيد الوطني     | سيئول                 |
| ------- | -------------- | --------------------- | --------------------- |
| 1       | 9 سبتمبر 2023  | 4.969%                | 5.363%                |
| 2       | 10 سبتمبر 2023 | 4.620%                | 4.676%                |
| 3       | 16 سبتمبر 2023 | 5.004%                | 5.617%                |
| 4       | 17 سبتمبر 2023 | 4.957%                | 5.369%                |
| 5       | 23 سبتمبر 2023 | 3.456%                | 3.637%                |
| 6       | 23 سبتمبر 2023 | 2.198%                | 2.021%                |
| خاصة    | 30 سبتمبر 2023 | 2.501%                | 2.611%                |
| 7       | 8 أكتوبر 2023  | 3.520%                | 3.640%                |
| 8       | 8 أكتوبر 2023  | 3.025%                | 3.256%                |
| 9       | 14 أكتوبر 2023 | 3.172%                | 3.561%                |
| 10      | 15 أكتوبر 2023 | 4.355%                | 4.544%                |
| 11      | 21 أكتوبر 2023 | 2.394%                | 2.520%                |
| 12      | 22 أكتوبر 2023 | 4.604%                | 4.949%                |
| متوسط   | متوسط          | 3.861%                | 4.096%                |

## الإنتاج
في 12 فبراير 2020، أُعلن عن تجديد الدراما لموسم ثانٍ. في 11 يونيو 2020، تم تأجيل جدول بدء الإنتاج بسبب جائحة COVID-19 ، وتمت ازالته من تشكيلة الأعمال الدرامية لتي في ان لعام 2021. سيتولى الكاتبان كيم يونغ هيون وبارك سانغ يون مسؤولية السيناريو للموسم الثاني مرة أخرى، بينما سيخرج الموسم الثاني كيم كوانغ سيك. ومن تخطيط استوديو دراغون وانتاجه بتعاون مع شركتها التابعة كي بي جي كوربوراتشن.

### طاقم
في أبريل 2022، تم التأكيد على أن سونغ جونغ كي وكيم جي اون اللذان لعبوا دور إيون سيوم وتان يا، لن يعيدوا تأدية أدوارهم في الموسم الثاني. أعلن أيضًا عن أن كل من لي جون كي وشين سي كيونغ في محادثات للعب الدور كبديلا لهم. في أغسطس 2022، أفيد أن المسلسل انتهى مؤخرًا من أختيار الطاقم، وعقدت قراءة السيناريو، ويخطط لبدء التصوير في نفس الشهر.

### التصوير
بدا التصوير المسلسل بالقرب من منطقة جيونغ جي دو في 22 أغسطس 2022. كان من المقرر في الأصل أن يبدا التصوير الأسبوع الماضي، ولكن بسبب هطول الأمطار الغزيرة، فقد تأخر لمدة أسبوع تقريباً. نشرت أول لقطات للمسلسل في 15 نوفمبر 2022.

## روابط خارجية
- الموقع الرسمي
 (بالكورية)
- سجلات أرثدال: سيف آرامون على هانسينما